# Paolo Ramora
Paolo Ramora (Nocera Inferiore, 14 ottobre 1980) è un ex calciatore italiano, di ruolo centrocampista.

## Carriera
Nell'unica squadra non italiana in cui ha giocato, l'olandese Roda, ha giocato 4 partite in massima serie ed una in Coppa UEFA.

## Palmarès

### Club

#### Competizioni nazionali
- Lega Pro Seconda Divisione: 1

Cosenza: 2008-2009

#### Competizioni regionali
- Eccellenza: 1

Potenza: 2011-2012
- Coppa Italia Eccellenza lucana: 1

Potenza: 2011-2012